# هانو تورونن
هانو تورونن (بالفنلندية: Hannu Turunen)‏ هو مدرب كرة قدم ولاعب كرة قدم فنلندي في مركز الدفاع، ولد في 24 يونيو 1956 في سافونلينا في فنلندا. شارك مع منتخب فنلندا لكرة القدم. أما مع النوادي، فقد لعب مع كووبيون بالوسيورا.

## وصلات خارجية
- هانو تورونن على موقع الاتحاد الدولي (مؤرشف)  (الإنجليزية)
- هانو تورونن على موقع قاعدة بيانات كرة القدم.إي يو (الإنجليزية)
- هانو تورونن على موقع ناشيونال فوتبول تيمز (الإنجليزية)
- هانو تورونن على موقع عالم كرة القدم.نت (الإنجليزية)
- هانو تورونن على موقع أوليمبيديا (الإنجليزية)